# Козак, Катажина
Катажина Козак или Катажина Козак-Пашковская (пол. Katarzyna Kozak, Katarzyna Kozak-Paszkowska) — польская актриса театра, кино, радио и телевидения; также актриса озвучивания.

## Биография
Катажина Козак родилась 10 октября 1963 года во Вроцлаве. Актёрское образование получила в Государственной высшей театральной школе в Варшаве, которую окончила в 1985 году. Дебютировала в театре в 1984 г. Актриса театров в Варшаве. Выступает в спектаклях «театра телевидения» с 1984 и «театра польского радио» с 2011 года.

## Избранная фильмография

### Актриса
- 1980 — Рыцарь / Rycerz — принцесса
- 1986 — Путешествие пана Кляксы / Podróże Pana Kleksa — девушка
- 1986 — Герой года / Bohater roku — Майка
- 1988 — Нью-Йорк, четыре утра / Nowy Jork, czwarta rano — невеста
- 1989 — Возвращение Арсена Люпена / Le Retour d’Arsène Lupin —  Сильвия

### Польский дубляж
- мультфильмы / мультсериалы: Аватар: Легенда об Аанге, Приключения русалочки Марины, Рапунцель: Запутанная история